# Live in Japan (The Cure)
Live in Japan è un VHS live dei Cure, uscito a febbraio del 1985 in Giappone.

## Il video
Questo VHS è il primo video mai prodotto dai Cure, un'esclusiva per il mercato giapponese. Documenta un concerto fatto alla Nakano-Sun Plaza di Tokyo il 17 ottobre 1984, più interviste e scene dietro le quinte. In queste ultime si intravede anche Perry Bamonte, che faceva parte del gruppo dei "roadie" della band fin dal 1984, ma ne diventerà un membro solo nel 1990.
I Cure progettavano di pubblicare il video successivamente anche nel resto del mondo, ma quest'intento non si è mai realizzato e la cassetta è diventata un oggetto da collezione.

## Tracce
1. Shake Dog Shake
2. Play for Today
3. Primary
4. Wailing Wall
5. The Empty World
6. The Hanging Garden
7. The Walk
8. One Hundred Years
9. Give Me It
10. A Forest
11. The Top
12. Charlotte Sometimes
13. Let's Go to Bed
14. The Caterpillar
15. Boys Don't Cry
16. 10.15 Saturday Night
17. Killing an Arab
18. The Lovecats

## Formazione
- Robert Smith - chitarra, voce
- Laurence Tolhurst - tastiere
- Andy Anderson - batteria
- Paul Thompson - chitarra, sax[2]
- Phil Thornalley - basso